# 7067 Kiyose
7067 Kiyose è un asteroide della fascia principale. Scoperto nel 1993, presenta un'orbita caratterizzata da un semiasse maggiore pari a 3,0042045 UA e da un'eccentricità di 0,0948221, inclinata di 11,64596° rispetto all'eclittica.